# Nanzen-ji
Nanzen-ji (南禅寺, Nanzen-ji), of Zuiryusan Nanzen-ji, indertijd Zenrin-ji (禅林寺, Zenrin-ji), is een zen-boeddhistische tempel in de Japanse stad Kyoto. De tempel werd opgericht door Keizer Kameyama in 1291 op dezelfde ligging als zijn vrijstaande paleis. Het is het hoofdkantoor van de Nanzen-ji van het Rinzai-zenboeddhisme. De terreinen van Nanzen-ji zijn samen met de Hojo-tuinen cultureel erfgoed van Japan.

## Geschiedenis
De Nanzen-ji werd opgericht tijdens de Kamakuraperiode, in 1291. De tempel werd verwoest door branden in 1393, 1447 en 1467, waarna de tempel in 1597 herbouwd werd en in de Edoperiode verder uitgebreid werd. Door de tijd heen heeft hij tussen de negen en twaalf subtempels bevat.

## Belang in het zenboeddhisme
De Nanzen-ji is niet een van de 'vijf grote zentempels van Kioto' maar speelt een belangrijke rol in het 'systeem van de vijf bergen', dat van Chinese oorsprong is. Tenryu-ji is een van de tempels van de Kyoto Gozan (京都五山, Kyōto gozan), ook wel de vijf grote zentempels van Kioto genoemd. Samen met de Shokoku-ji (相国寺, Shōkoku-ji), de Kennin-ji (建仁寺, Kennin-ji), de Tofuku-ji (東福寺, Tōfuku-ji) en de Manju-ji (満寿寺, Manju-ji). De hoofdtempel die boven de Kyoto Gozan staat, is de Nanzen-ji.　Na de voltooiing van de Shokoku-ji, door Ashikaga Yoshimitsu in 1386, werd er een nieuw rangordesysteem opgesteld, met de Nanzen-ji in een klasse apart aan de top.
| Nanzen-ji   |            |           |
|             | Kyoto      | Kamakura  |
| First Rank  | Tenryū-ji  | Kenchō-ji |
| Second Rank | Shōkoku-ji | Engaku-ji |
| Third Rank  | Kennin-ji  | Jufuku-ji |
| Fourth Rank | Tōfuku-ji  | Jōchi-ji  |
| Fifth Rank  | Manju-ji   | Jōmyō-ji  |

## Opmerkelijke bouwwerken

### Sanmon

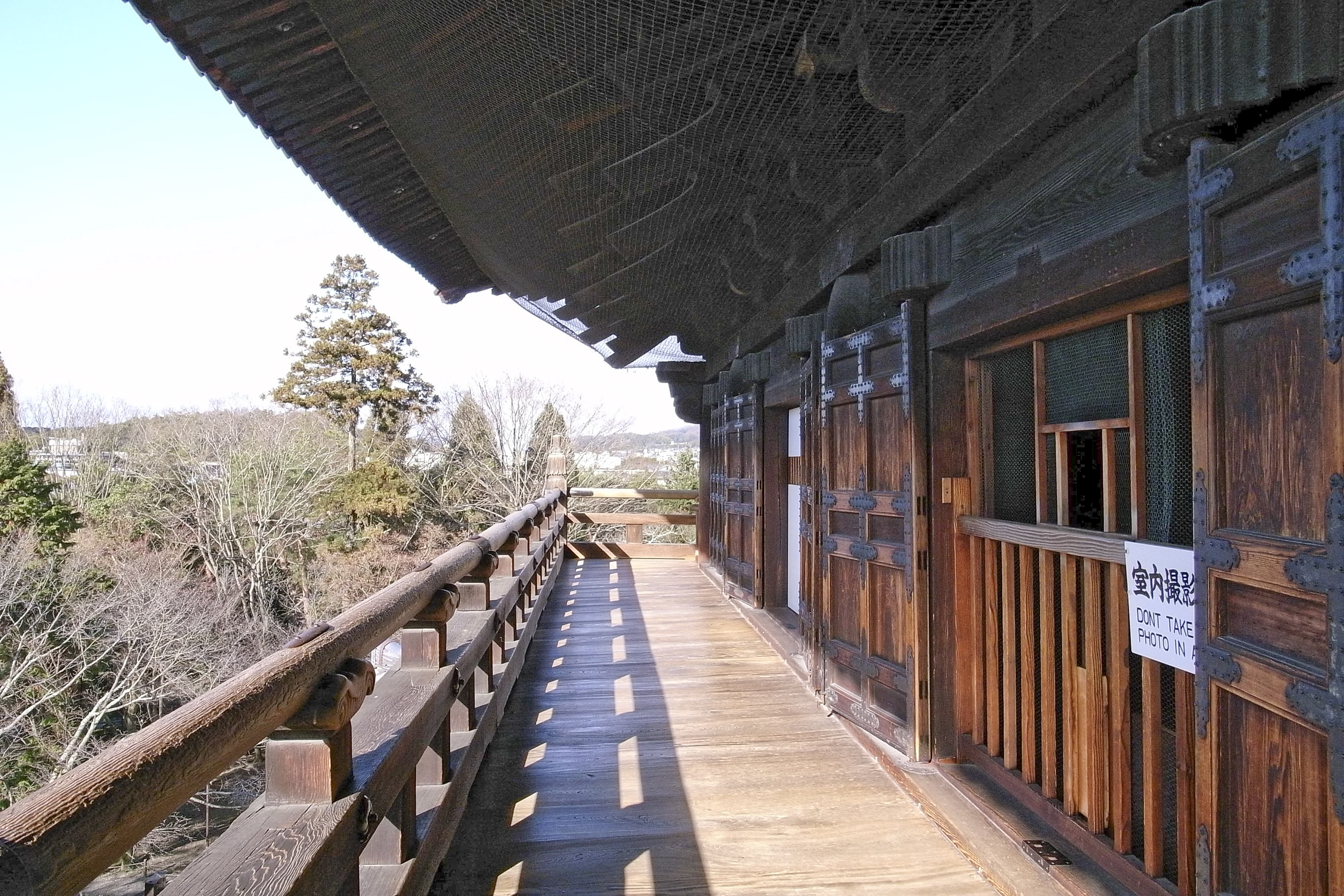
Tweede verdieping van de Nanzen-ji Sanmon

De oorspronkelijke Sanmonpoort van de tempel werd gebouwd in de 13e eeuw, afgebroken in 1369 op last van de overheid en in 1628 herbouwd. De poort bevat trappen omhoog die leiden naar een uitkijkpunt. Het vormde het decor van een bekende scène in een kabukivoorstelling in 1778 dat geïnspireerd was op het verhaal van de misdadiger Ishikiwa Goemon, die zich lovend over het uitzicht zou hebben uitgelaten. (Hij werd echter geëxecuteerd nog voor de huidige poort gebouwd werd.)

### Hōjō
De hōjō (de leefruimte van de abt) staat bekend om zowel de tuinen als de kunst die het bevat.
De tuinen worden beschouwd als behorend tot de belangrijkste Japanse rotstuinen en werden aangelegd in de 17e eeuw door Kobori Enshu. Zij worden gekarakteriseerd door natuurlijke vormen en zijn door de Japanse overheid aangewezen als nationaal erfgoed.

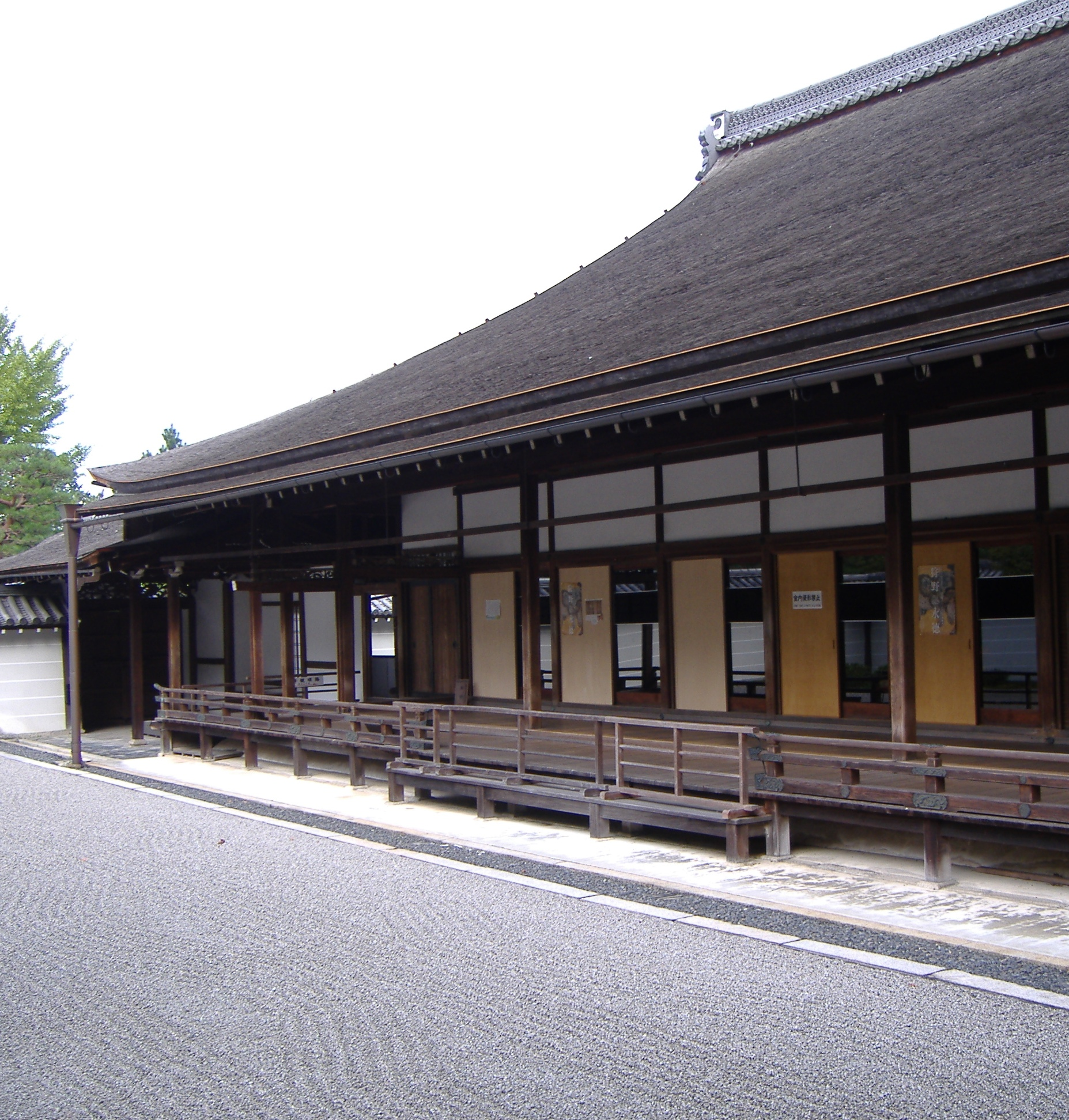
De hōjō
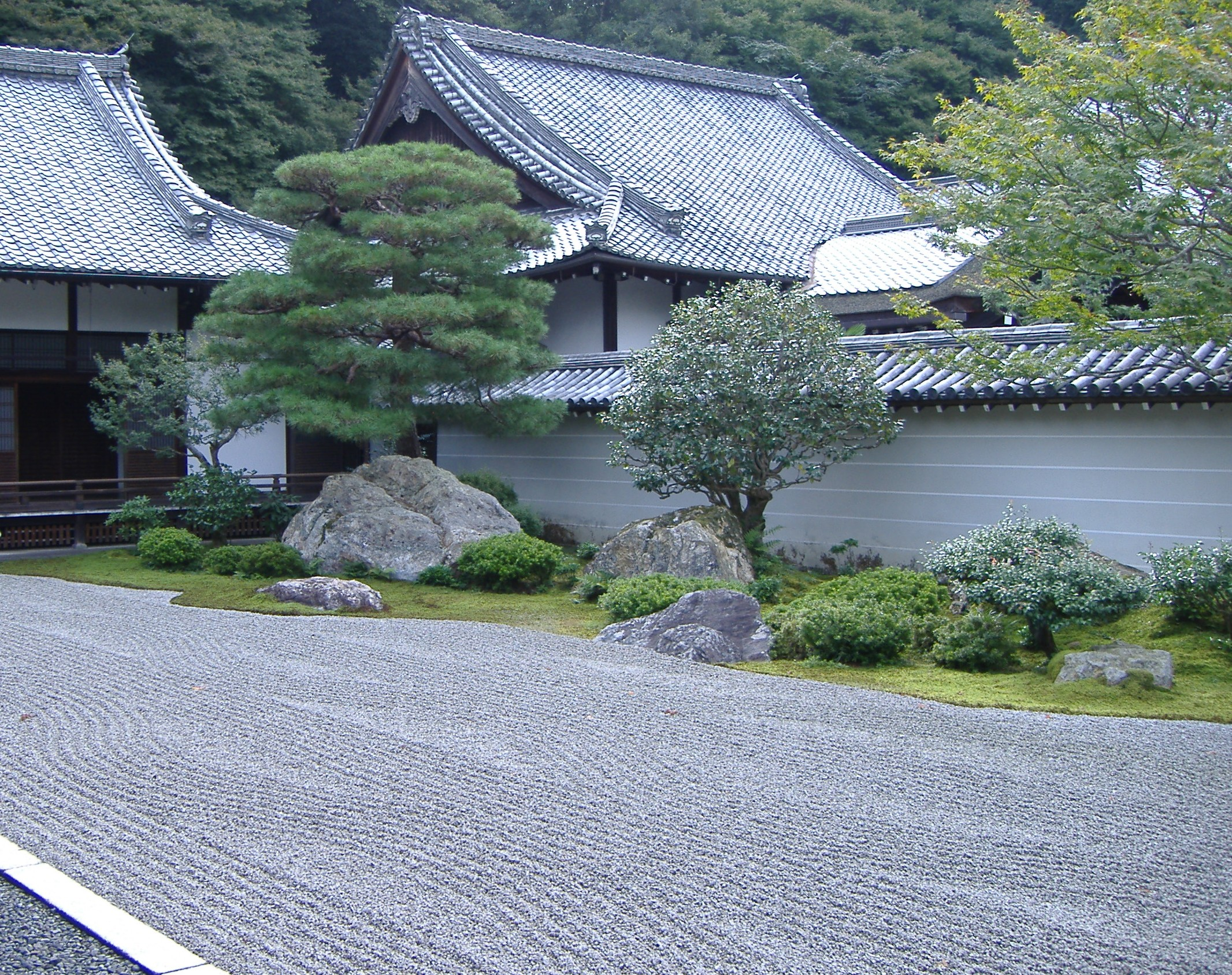
De hōjōtuinen
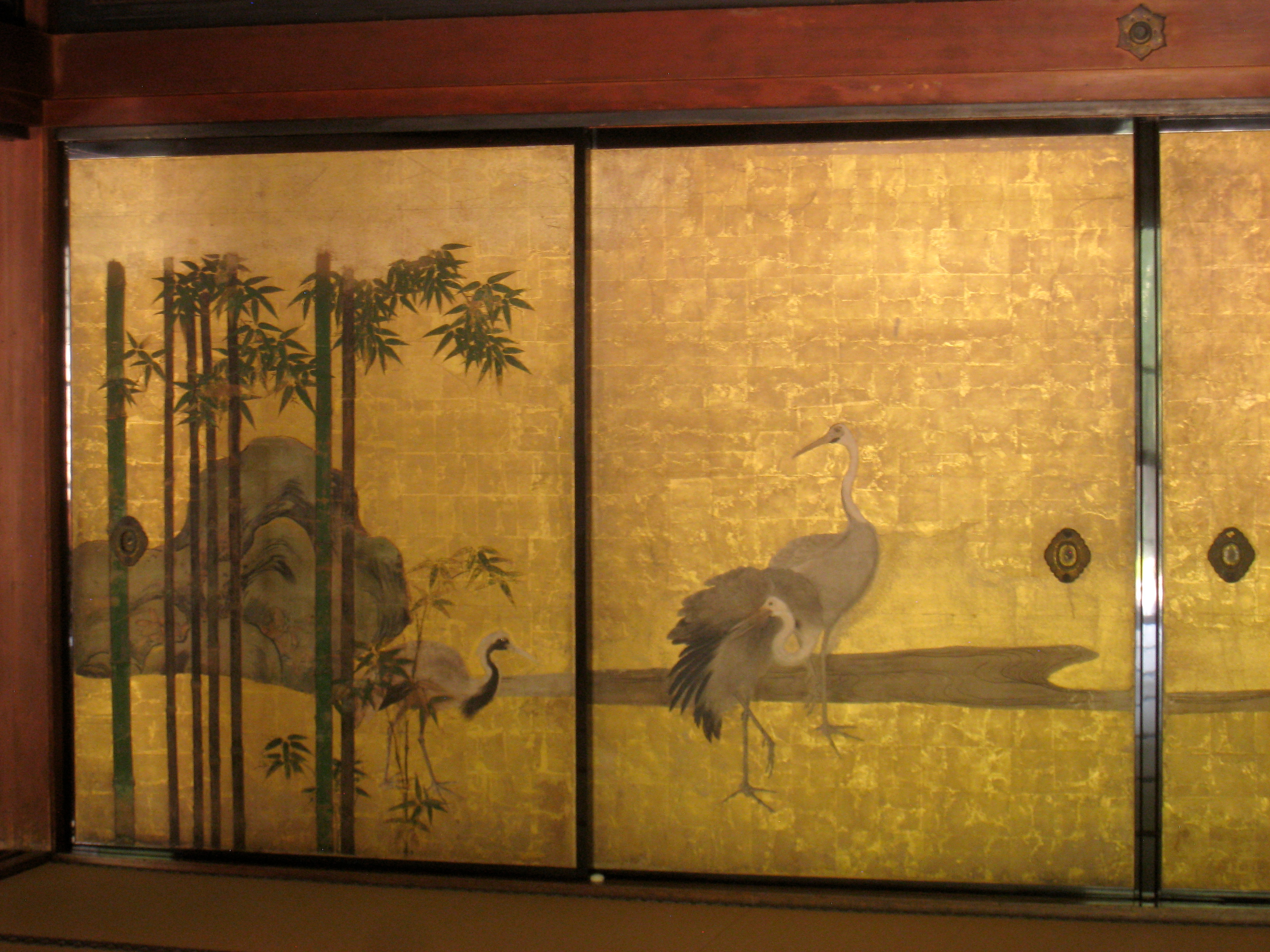
Schilderij van een kraanvogel in de hōjō

## Galerij

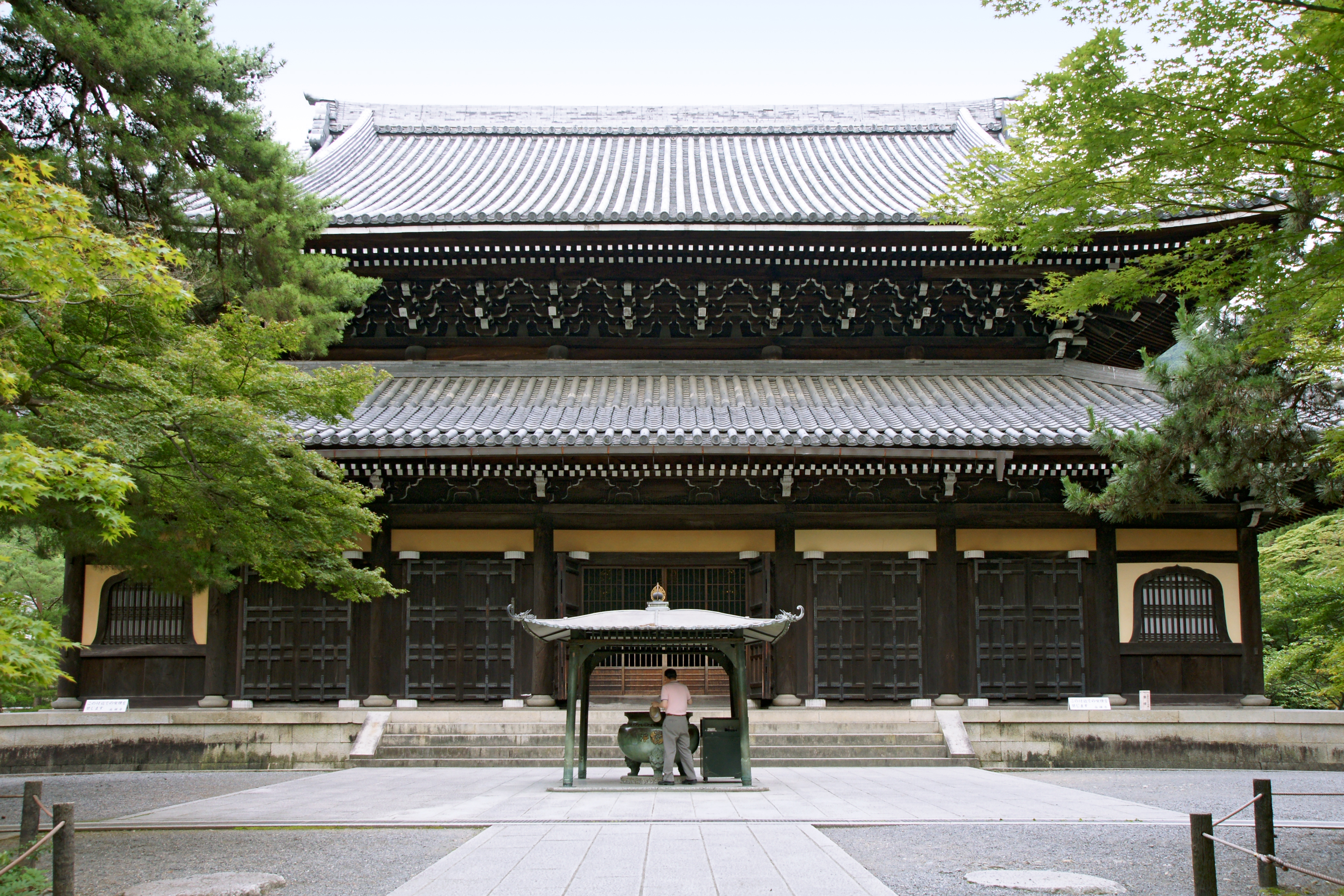
Hattō
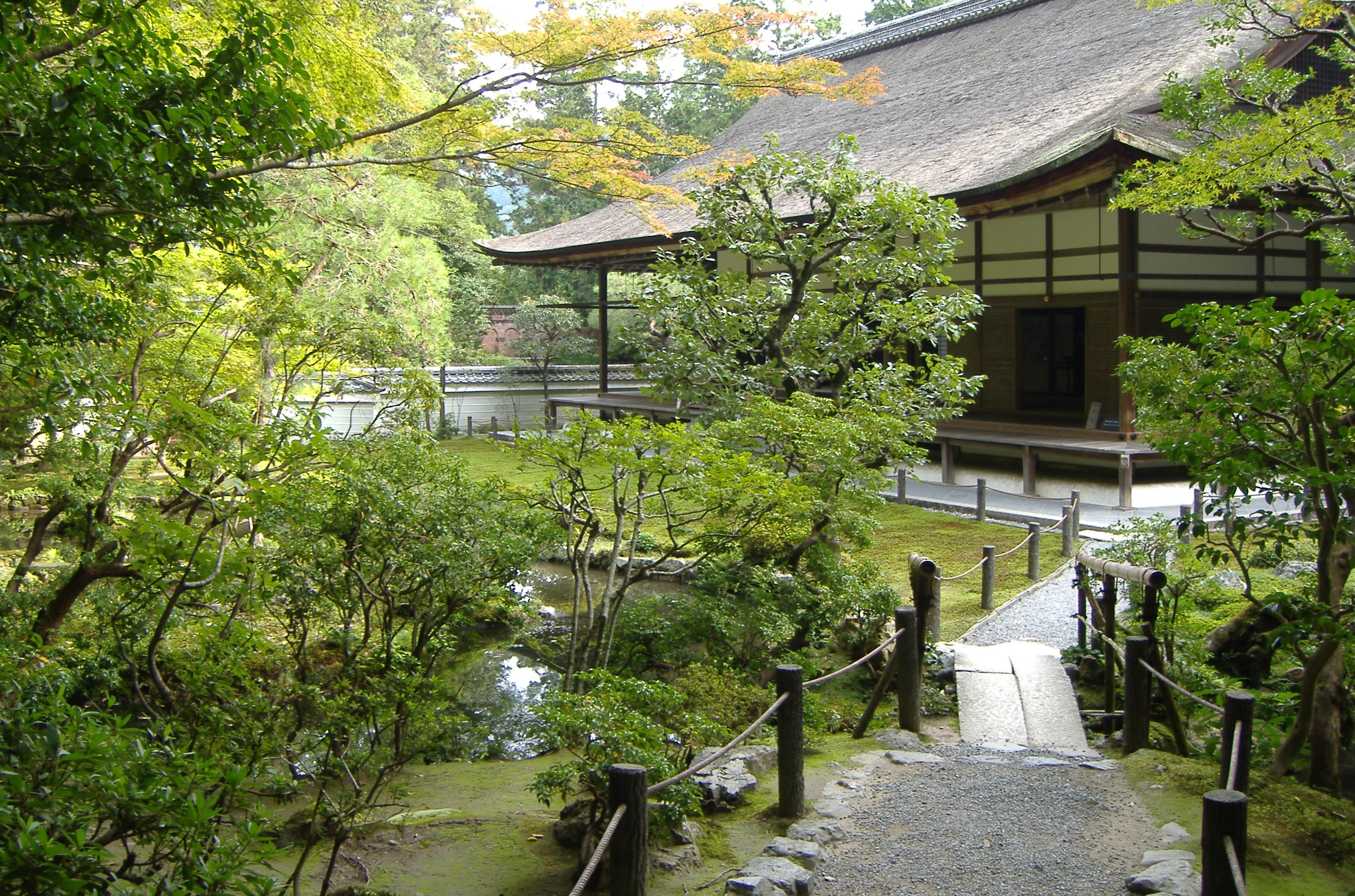
Nanzen-in
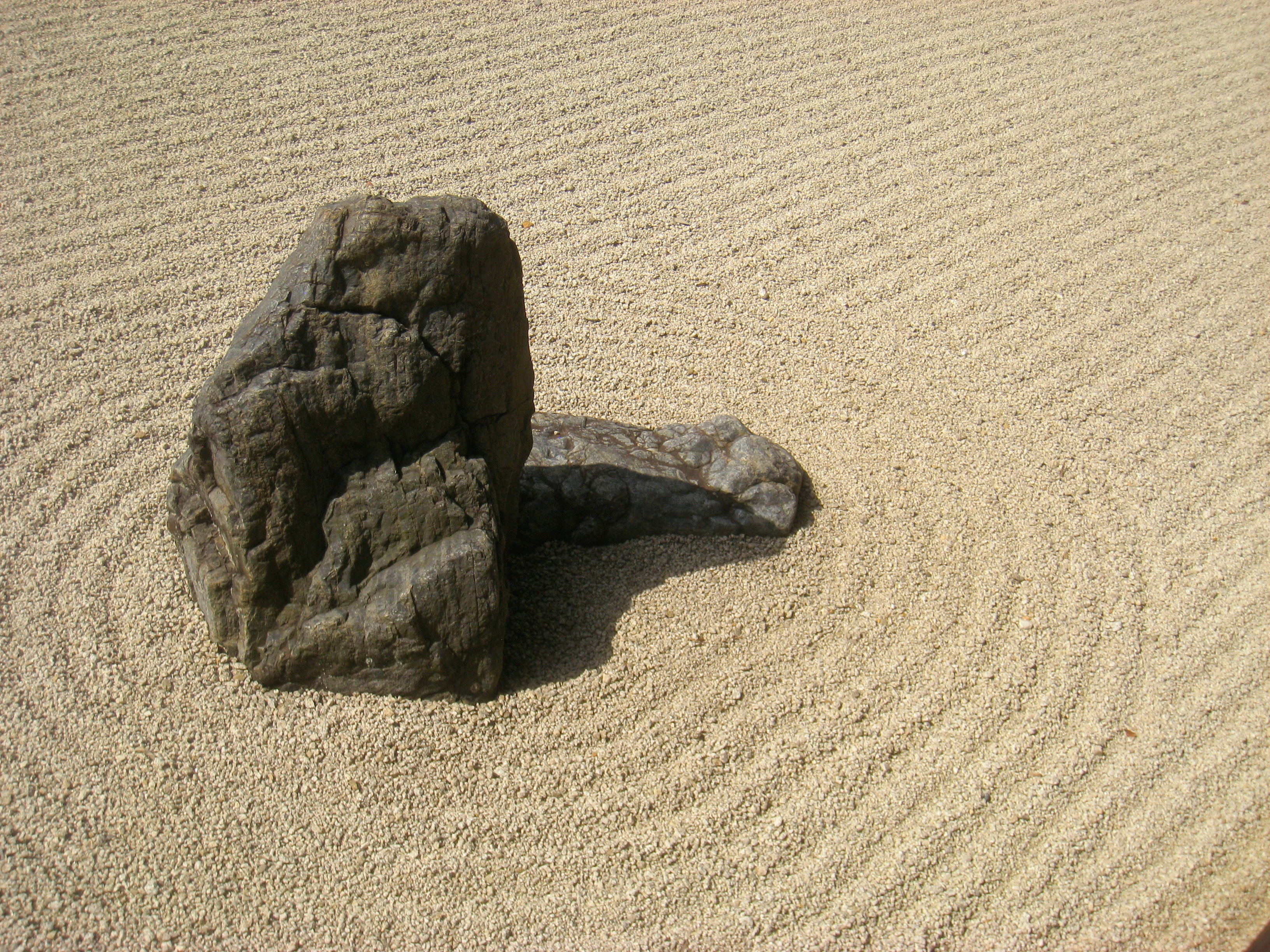
Kleine hōjōtuin
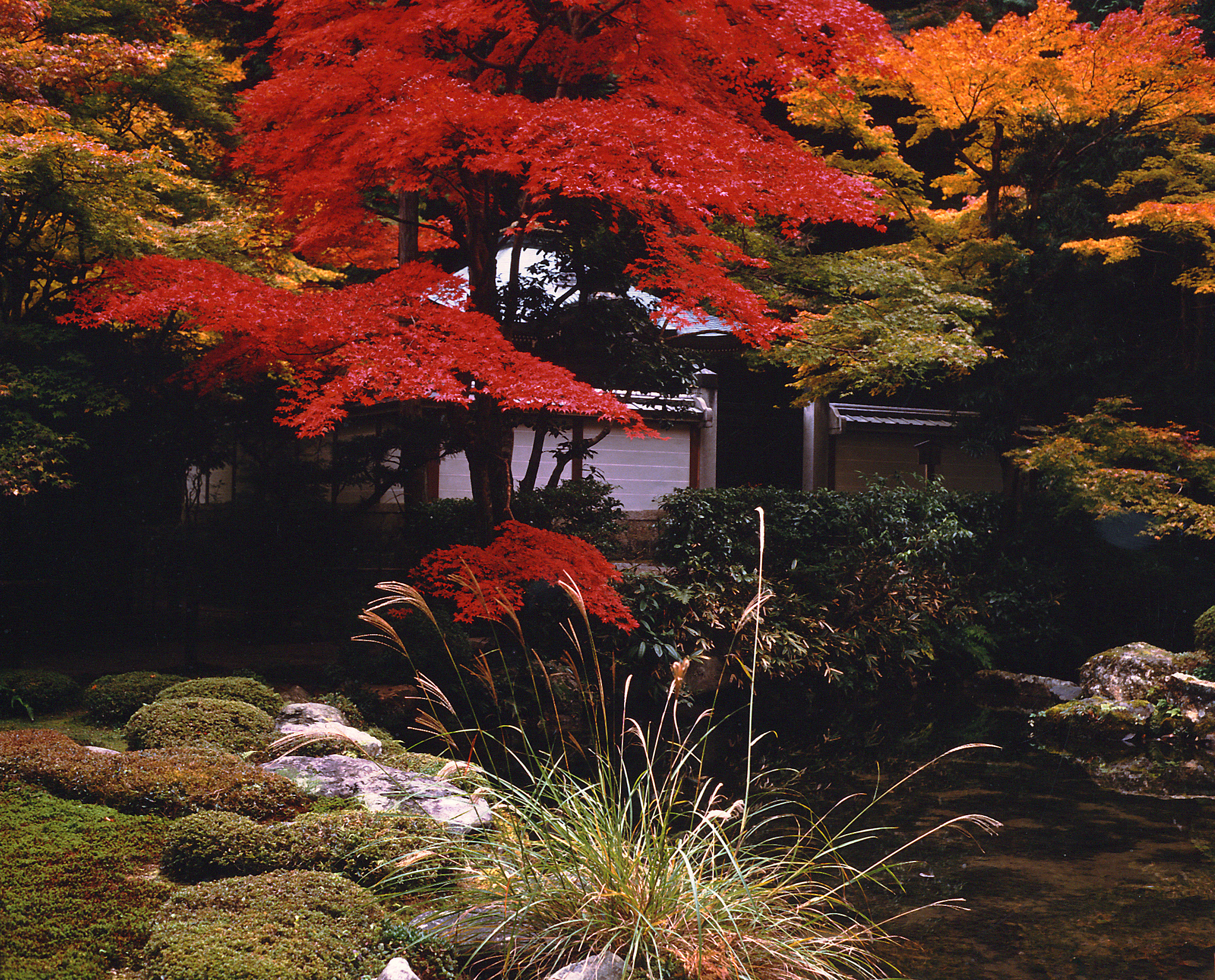
Tuin in de herfst